# Erdkröte
Die Erdkröte (Bufo bufo) ist ein häufiger und im paläarktischen Raum weit verbreiteter Froschlurch aus der Gattung der Echten Kröten innerhalb der Familie der Kröten (Bufonidae). Nach heutiger Auffassung handelt es sich wahrscheinlich nicht um eine einheitliche biologische Art, sondern um einen Komplex mehrerer Taxa, deren genaue systematische Stellung und Abgrenzung derzeit unklar ist.
In der Erstbeschreibung nannte Carl von Linné die Art zunächst Rana bufo, ordnete sie also als „Frosch“ in der Gattung Rana ein.
Die Erdkröte wurde von der Deutschen Gesellschaft für Herpetologie und Terrarienkunde zum Lurch des Jahres 2012 gekürt.

## Merkmale

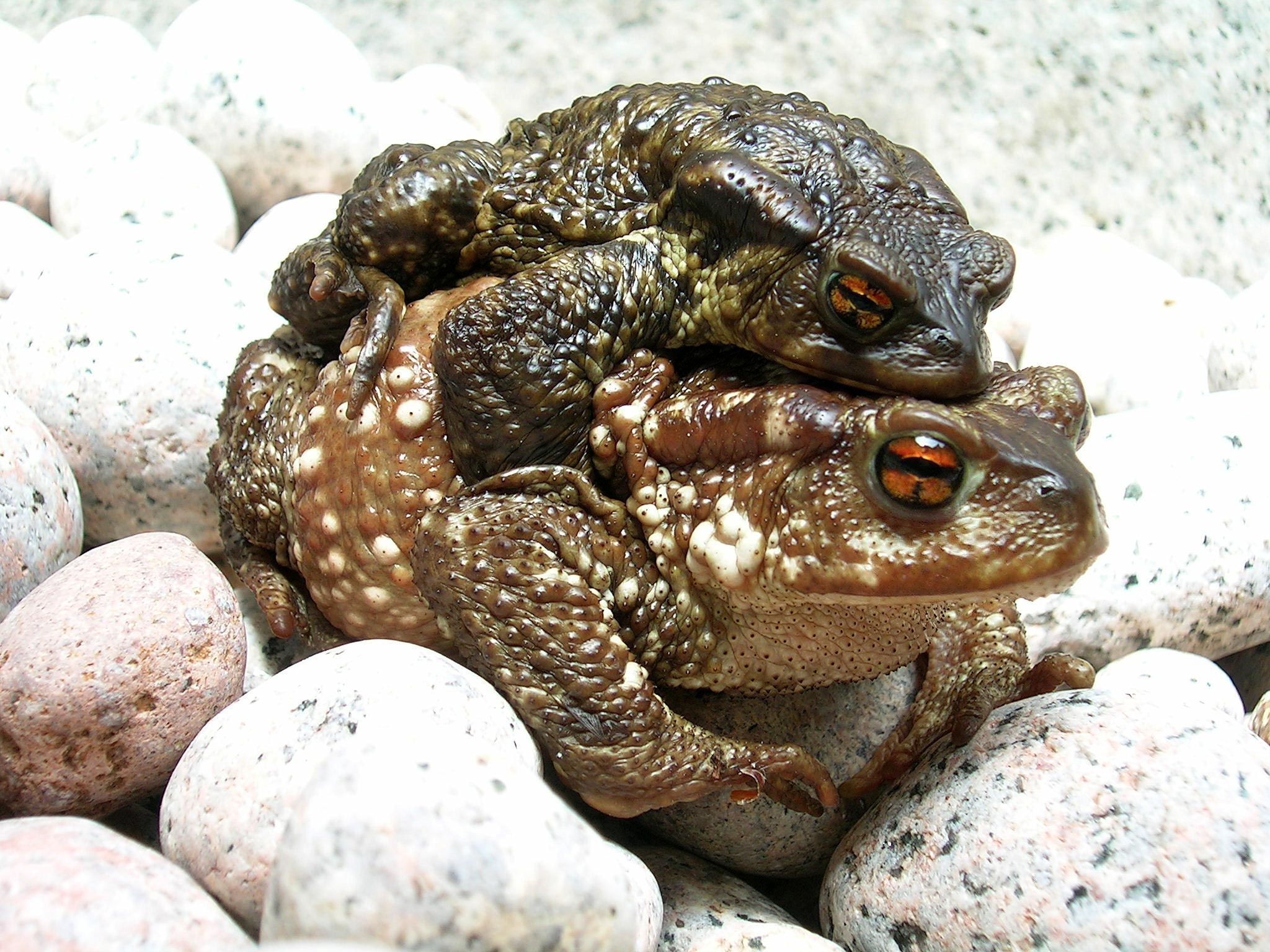
Paar der Mittelmeer-Erdkröte (weiße Flecken beim Weibchen)

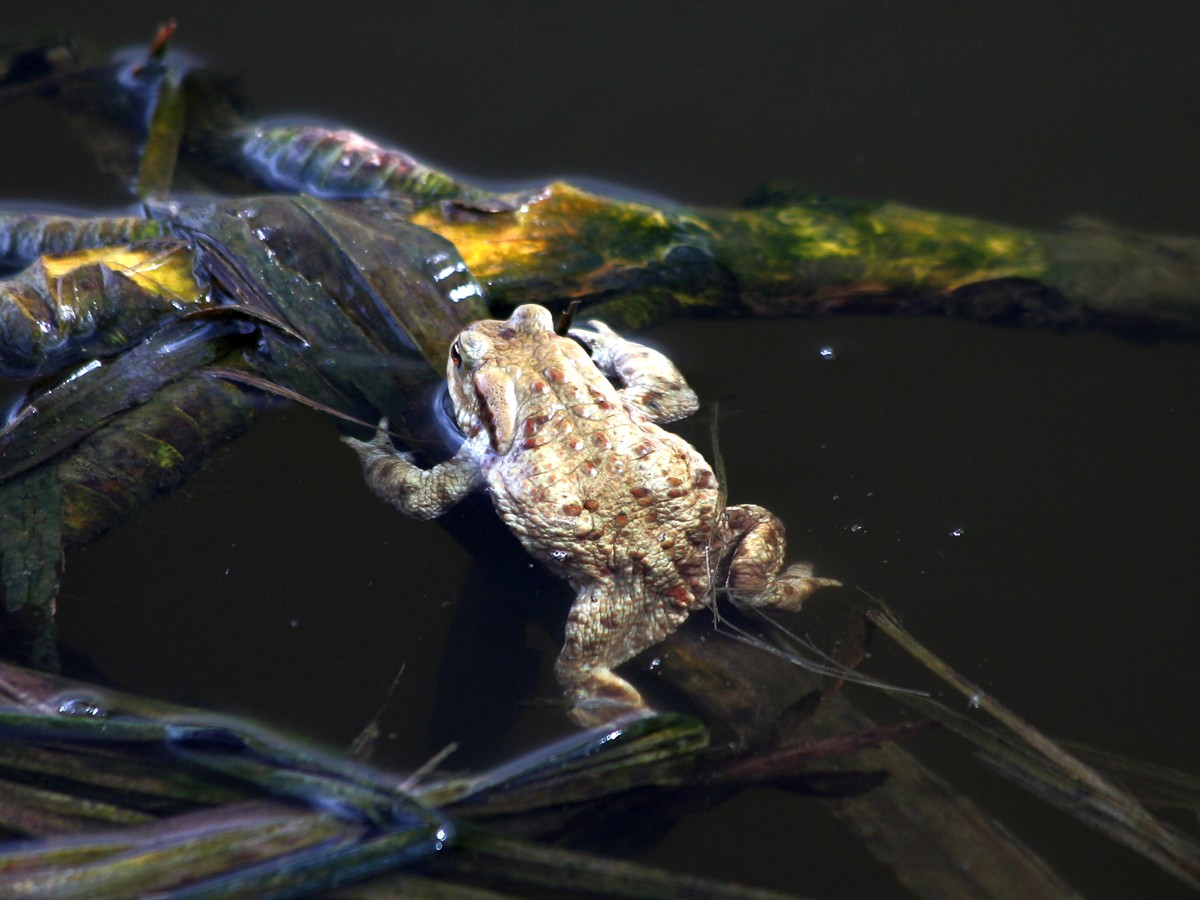
Schwimmende Erdkröte

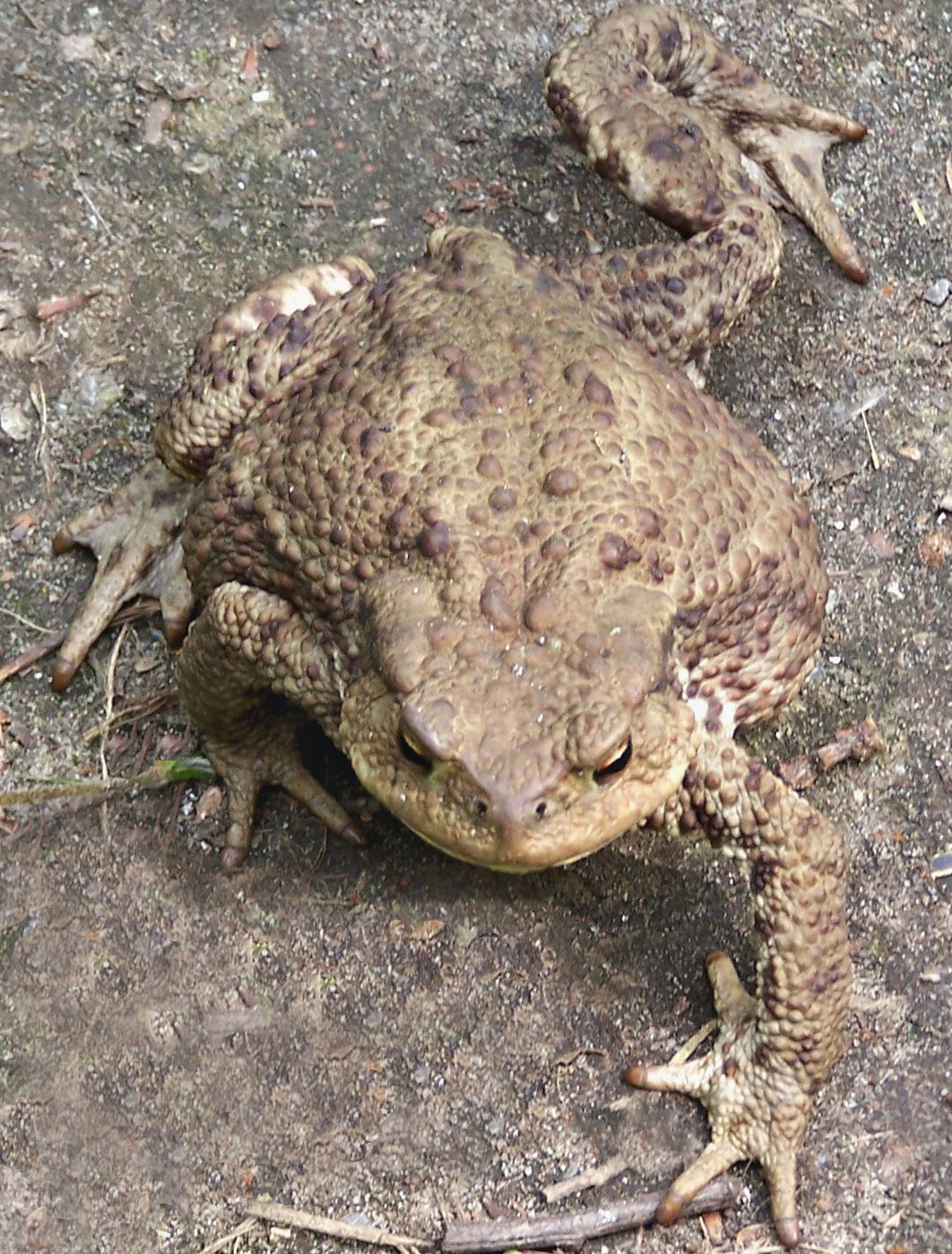
Älteres Weibchen im Schreitgang

Die Körperlänge der Männchen beträgt in Mitteleuropa bis zu neun Zentimeter, die Weibchen werden bis zu zwölf Zentimeter lang. Weibliche südeuropäische Vertreter der (umstrittenen) Unterart Bufo bufo spinosus, die unter anderem spitze Hornwarzen und weiße Flecken aufweisen, können bis zu 15 Zentimeter Kopf-Rumpf-Länge erreichen. Ein laichbereites Weibchen der Nominatform kann ausnahmsweise mehr als 150 Gramm wiegen; die meisten erwachsenen Erdkröten in Mitteleuropa haben jedoch ein Gewicht ungefähr zwischen 30 und 50 Gramm (Männchen) bzw. zwischen 50 und 100 Gramm (Weibchen). Die relativ plumpen Tiere besitzen einen gedrungenen, oberseits von warzigen Hautdrüsen übersäten Körper mit einem breiten, kurzschnauzig gerundeten Kopf. An dessen Hinterseite fallen stark hervortretende, paarige, bohnenförmige Drüsen (Parotiden) auf, die Hautgifte zur Abwehr von Fressfeinden enthalten. Die Oberseite ist meist grau- bis rotbraun; die Männchen sind manchmal schwarzbraun oder auch hell-lehmfarben, während die Weibchen mehr Rotanteile haben. Es können auch, vorwiegend bei Männchen, verwaschen wirkende dunkle Flecken vorhanden sein. Die Unterseite ist bei beiden Geschlechtern schmutzigweiß und dabei durchgehend grau-schwarz gesprenkelt. Die Pupillen sind waagerecht elliptisch geformt, die Iris erscheint kupferfarben bis rotgolden („bernsteinfarben“). Erdkröten haben recht kurze Hinterbeine und bewegen sich auf allen vieren schreitend, bei Beunruhigung aber auch hüpfend vorwärts. Die Männchen können zur Paarungszeit auch an den braunen bis schwarzen Brunstschwielen der jeweils drei inneren Finger erkannt werden. Zudem haben sie kräftigere Vorderbeine, einen flacheren Kopf und bleiben im Durchschnitt kleiner als die Weibchen. Erdkrötenmännchen besitzen, anders als etwa Wechsel- oder Kreuzkröten, keine Schallblasen.

## Verbreitung

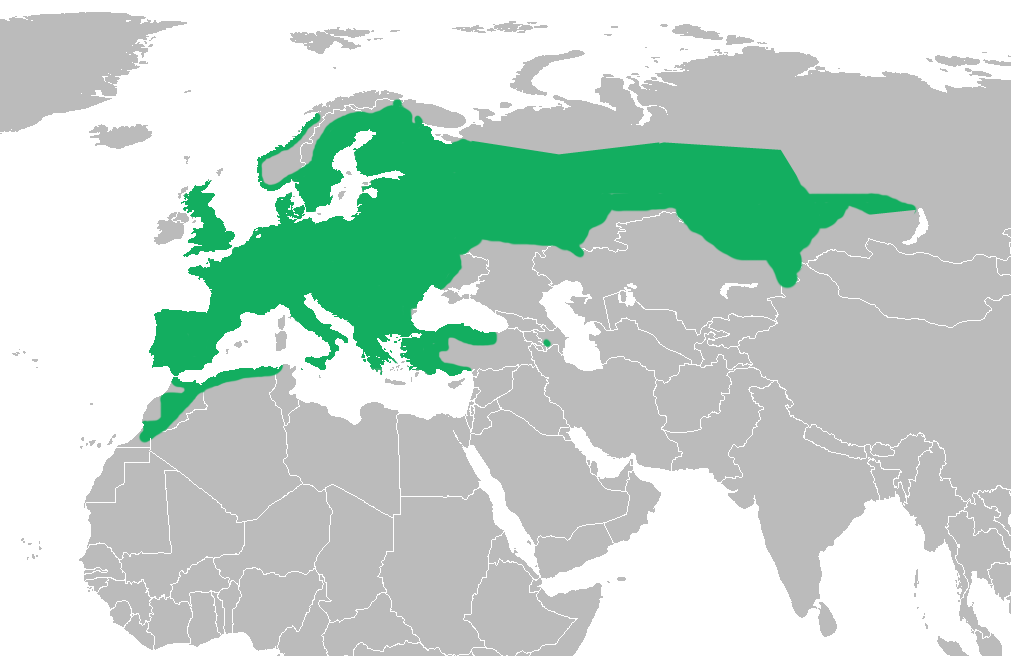
Verbreitung von Bufo bufo (Bufo spinosus ist hier eingeschlossen)

Die Erdkröte ist neben dem Grasfrosch, dem Teichfrosch und dem Teichmolch die häufigste Amphibienart in Europa. Sie ist auf fast dem gesamten Kontinent verbreitet und fehlt nur in Irland, auf Island und im äußersten Norden Skandinaviens. Dort erstreckt sich ihr Areal bis zum 68. nördlichen Breitengrad. Auch in den Mittelmeerländern hat die Erdkröte eine weite Verbreitung, fehlt aber auf vielen Mittelmeerinseln wie den Balearen, Korsika, Sardinien, Malta und Kreta. Die Situation in Russland ist insbesondere im asiatischen Teil noch unzureichend dokumentiert, doch ist die Erdkröte auch dort in einem weiten Bereich anzutreffen. Als östlichstes Vorkommen ist heute das sibirische Irkutsk am Baikalsee anzusehen; Angaben über Erdkröten im fernen Osten Russlands bis hin zur Insel Sachalin sowie Japan beziehen sich auf inzwischen ausgegliederte, frühere Unterarten (siehe unten). Auch die Angaben aus Nordwestafrika, im Norden von Marokko, Algerien und Tunesien, sowie von der Iberischen Halbinsel beziehen sich auf die von vielen Autoren inzwischen zur eigenen Art erhobenen Bufo spinosus. Sie gehört damit zu den am weitesten verbreiteten Amphibien überhaupt. In Deutschland kommt die Erdkröte nahezu flächendeckend von den Küsten bis in die Almregion der Alpen vor. Auf den meisten Nordseeinseln fehlt sie allerdings.

## Unterarten, Taxa
Die Erdkröte gehört in einen Artkomplex nahe verwandter und morphologisch ähnlicher Arten, der „Bufo bufo-Artengruppe“. Nach neueren Untersuchungen ist diese in eine östliche Artengruppe ostasiatischer Arten, darunter Bufo andrewsi, Bufo bankorensis, Bufo gargarizans, Bufo japonicus und Bufo minshanicus und eine westliche Artengruppe, der auch Bufo bufo angehört, zu gliedern. Zur westlichen Artengruppe gehören neben Bufo bufo und ggf. Bufo spinosus zwei weitere Arten, die 2008 aus dem Talysch-Gebirge in Aserbaidschan und Iran beschriebene Bufo eichwaldi und die auf den Kaukasus beschränkte „Kaukasuskröte“ (Bufo verrucosissimus).
Folgt man der Ausgliederung von Bufo spinosus als eigener Art, besitzt die Art außer der Nominatform Bufo bufo bufo keine Unterarten mehr.
Die im mediterranen Bereich Europas, Kleinasiens und Nordwestafrikas morphologisch unterschiedene Unterart Mittelmeer-Erdkröte (Bufo bufo spinosus), welche größer und mit spitzen Hornwarzen und weißen Flecken versehen sein soll, ist nach neueren Untersuchungen in der früheren Form nicht aufrechtzuerhalten. Nach phylogenomischen Untersuchungen, anhand des Vergleichs homologer DNA-Sequenzen und nach Vergleich von Allozymen wurden die Erdkrötenpopulationen der iberischen Halbinsel, Nordwestafrikas und Frankreichs (südwestlich einer Verbindungslinie zwischen Caen und Lyon) sowie der Kanalinsel Jersey von Ernesto Recuero und Kollegen 2012 als Bufo spinosus zur eigenen Art erhoben. Joan Garcia-Porta und Kollegen konnten anhand eigenständiger Daten dieselbe Differenzierung finden, behielten aber den Unterartrang der iberischen/nordafrikanischen Gruppe als Bufo bufo spinosus in neuer Abgrenzung bei. Obwohl es sich im Wesentlichen um morphologisch kaum unterscheidbare Kryptospezies handelt, sind nun auch morphologische Erkennungsmerkmale angegeben worden: Die bei Ansicht des Kopfs von oben divergent zueinander stehenden Parotiden sowie die Form der metatarsalen Tuberkel beim Männchen. Tiere aus dem östlichen Mittelmeergebiet, die früher ebenfalls zur Unterart spinosus gerechnet wurden, gehören hingegen zur Nominatform von Bufo bufo; hier waren auch Versuche erfolglos, morphologische Differenzierungsmerkmale zu finden. Die Tiere sind zwar im Süden etwas größer, aber die Merkmale variieren klinal.
Der Unterartstatus der in der zentralspanischen Sierra de Gredos beheimateten Bufo bufo gredosicola gilt als umstritten; möglicherweise handelt es sich lediglich um eine Hochgebirgsform von spinosus. Nach genetischen Untersuchungen ist die Unterart nicht gerechtfertigt.

## Lebensraum

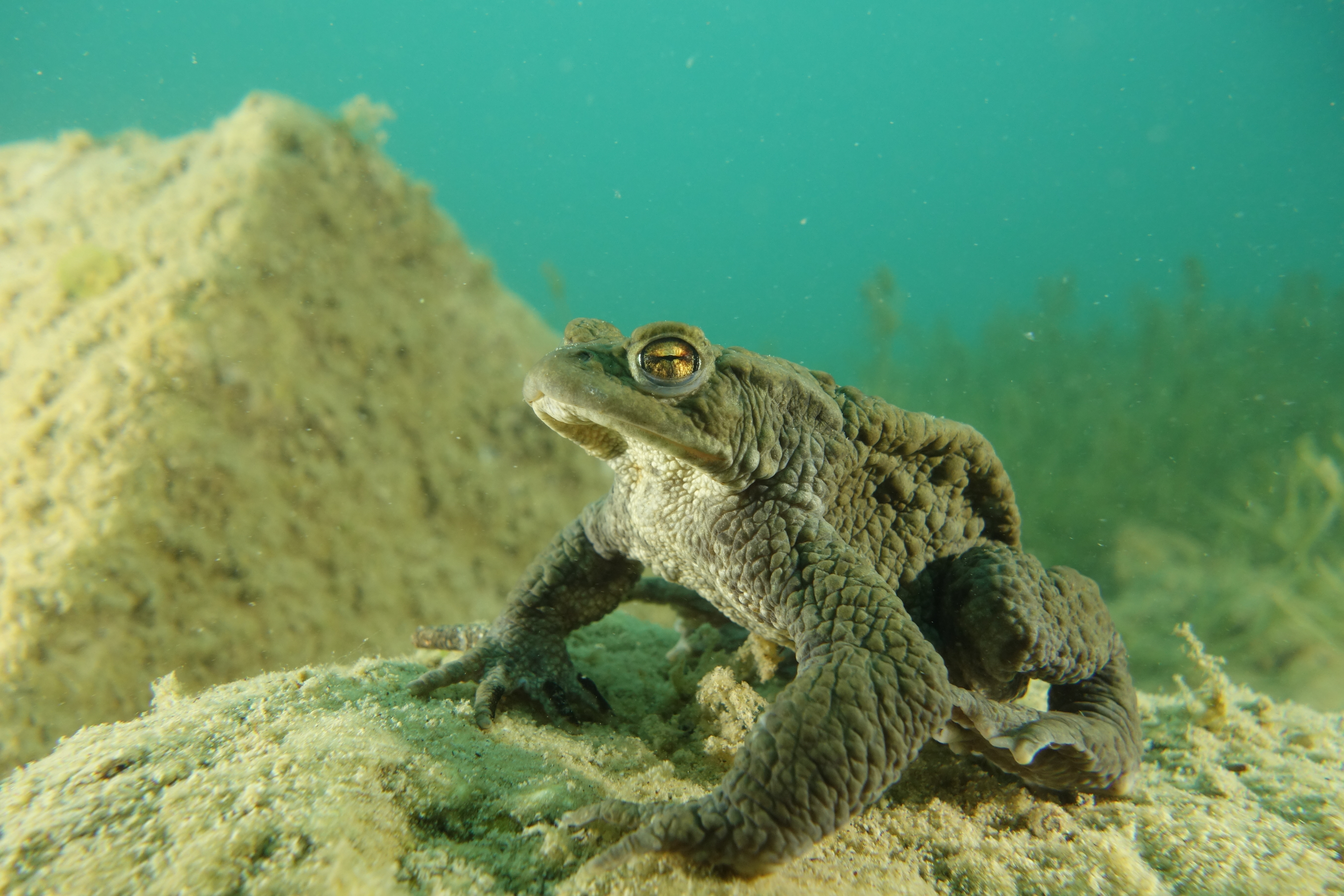
Erdkröte unter Wasser im Vierwaldstättersee

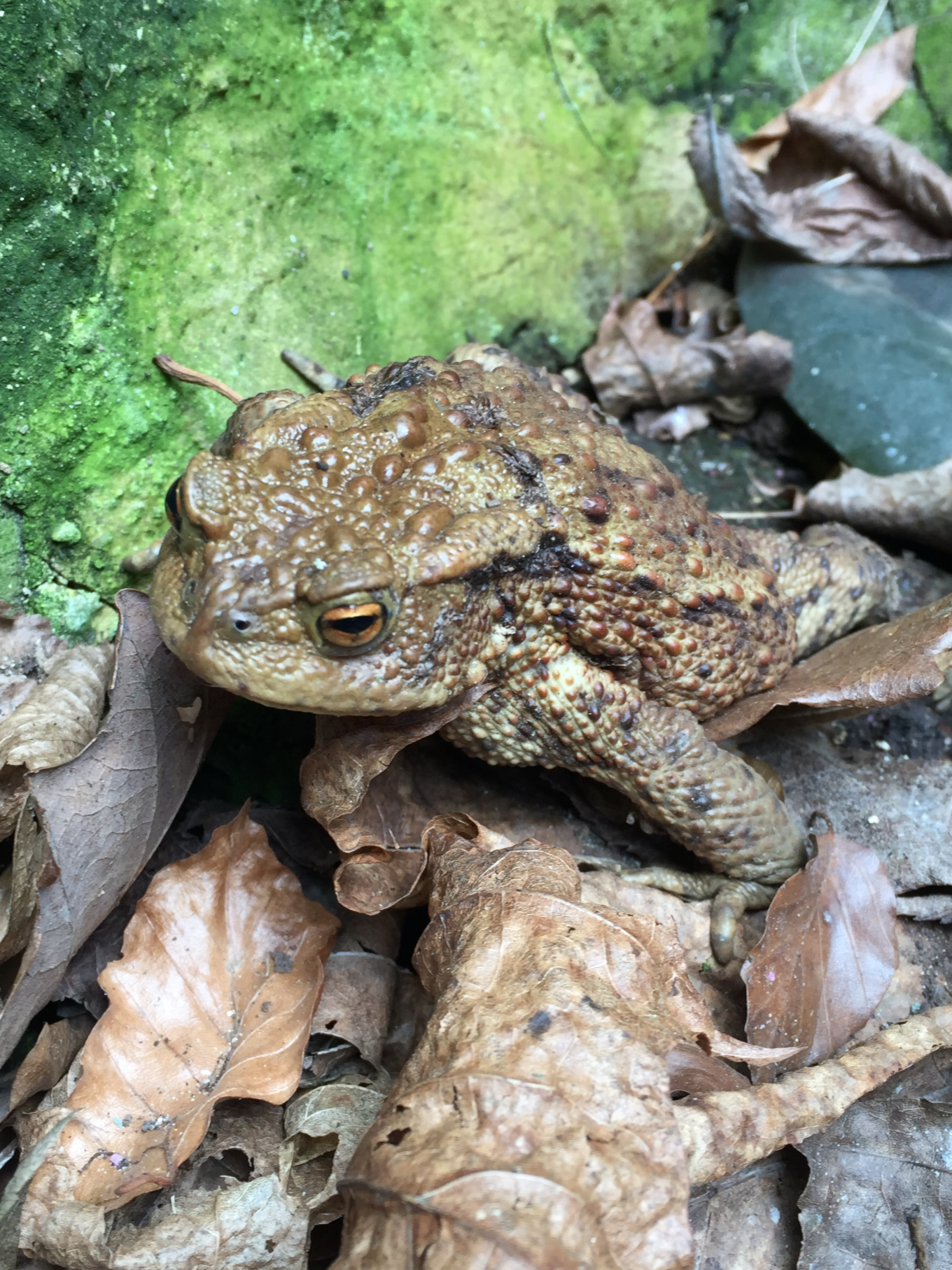
Aus der Winterstarre erwachte Erdkröte in Thüringen

Als Landlebensräume besiedeln sie ein breites Spektrum von Biotopen, das von Wäldern über halboffene Landschaften aus Wiesen, Weiden und Hecken bis zu naturnahen Gärten reicht. Besonders bevorzugt werden krautreiche Wälder (vor allem Laub- und Mischwälder) ohne völligen Baumkronenschluss; im geschlossenen Hochwald ist die Siedlungsdichte etwas geringer. Auch Überflutungsauen werden nicht völlig gemieden, sind aber weniger günstig. Im Vergleich zu anderen Amphibienarten kommt die Erdkröte häufiger auch in wechselfeuchten bis trockenen Wäldern vor. Streuobstwiesen und parkartige Landschaften werden wegen der abwechslungsreichen Strukturen besonders gerne bewohnt. Auch in trockeneren Habitaten (beispielsweise Weinbergen, Sandgruben) wird die Art angetroffen, meidet jedoch stark trockenwarme Stellen.
Ihr Auftreten in Siedlungsgebieten, Parks, Gärten, Schrebergärten, Hinterhöfen, feuchten Kellern, Ruinen und Friedhöfen rechtfertigt die Bezeichnung „Kulturfolger“. Sogar inmitten von Städten kann man Erdkröten antreffen. Ungeeignet als Lebensraum sind vor allem intensiv genutzte Ackerlandschaften ohne Feldgehölze, flurbereinigte Weinberge und großflächige Nadelholz-Monokulturen. Auch dort, wo großflächig Laichgewässer fehlen, kann die Art nicht existieren.
Als Fortpflanzungsgewässer werden vor allem mittelgroße bis größere Weiher, Teiche und Seen genutzt. Mit großer Stetigkeit werden Stillgewässer im Wald oder in Waldnähe besiedelt. Seichte und verlandende Kleingewässer werden von der Erdkröte aber gemieden; ein ausreichend großer freier Wasserkörper ist Voraussetzung für die Nutzung als Laichhabitat. Die Wassertiefe sollte dabei 50 Zentimeter nicht unterschreiten; ein schwacher Durchfluss wird toleriert. Wegen der Ungenießbarkeit der Larven laicht die Erdkröte im Gegensatz zu anderen Amphibien auch erfolgreich in Fischteichen.

## Lebensweise
Die Erdkröte ist ein wechselwarmes Tier, das im Allgemeinen dämmerungsaktiv ist. Tagsüber ruhen die Tiere unter Steinen, zerfallenen Mauern, Totholz, Laub, Gebüschen oder in selbst gegrabenen Erdlöchern. 
Den Winter verbringen Erdkröten in selbst gegrabenen Erdhöhlen in der Winterstarre. Falls ihr Winterquartier kurz von Frost betroffen ist, überleben Kröten durch eine Art salzbasiertes Frostschutzmittel in ihrer Körperflüssigkeit. Es versagt erst, wenn die Temperatur mehrere Grad unter Null sinkt, was den Tod der Kröte bedeutet.

## Fortpflanzung

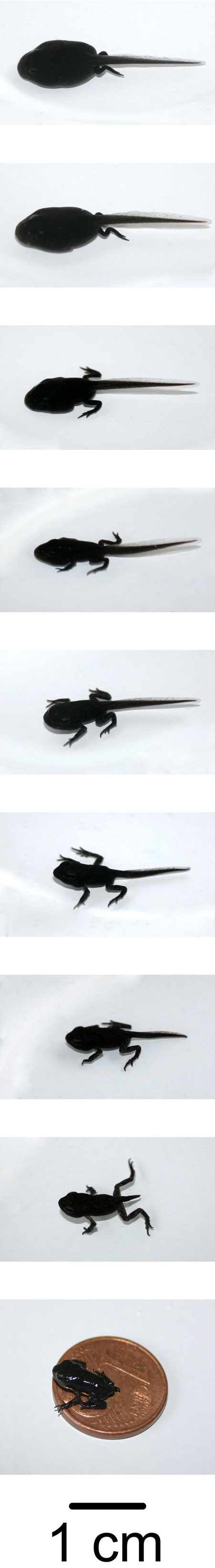
Entwicklungsstufen einer älteren Kaulquappe bis hin zur fertig metamorphosierten Kröte

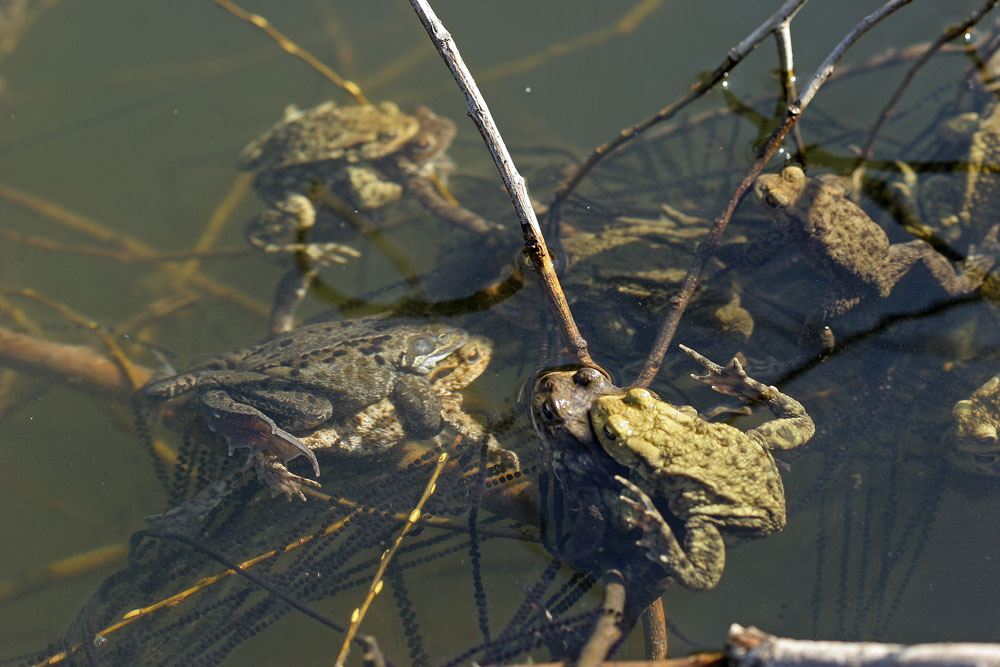
Erdkrötenpaare beim Ablaichen (man beachte die zwischen die Zweige gespannten Laichschnüre); links ist allerdings eine Fehlpaarung aus Grasfrosch und Erdkröte zu beobachten.

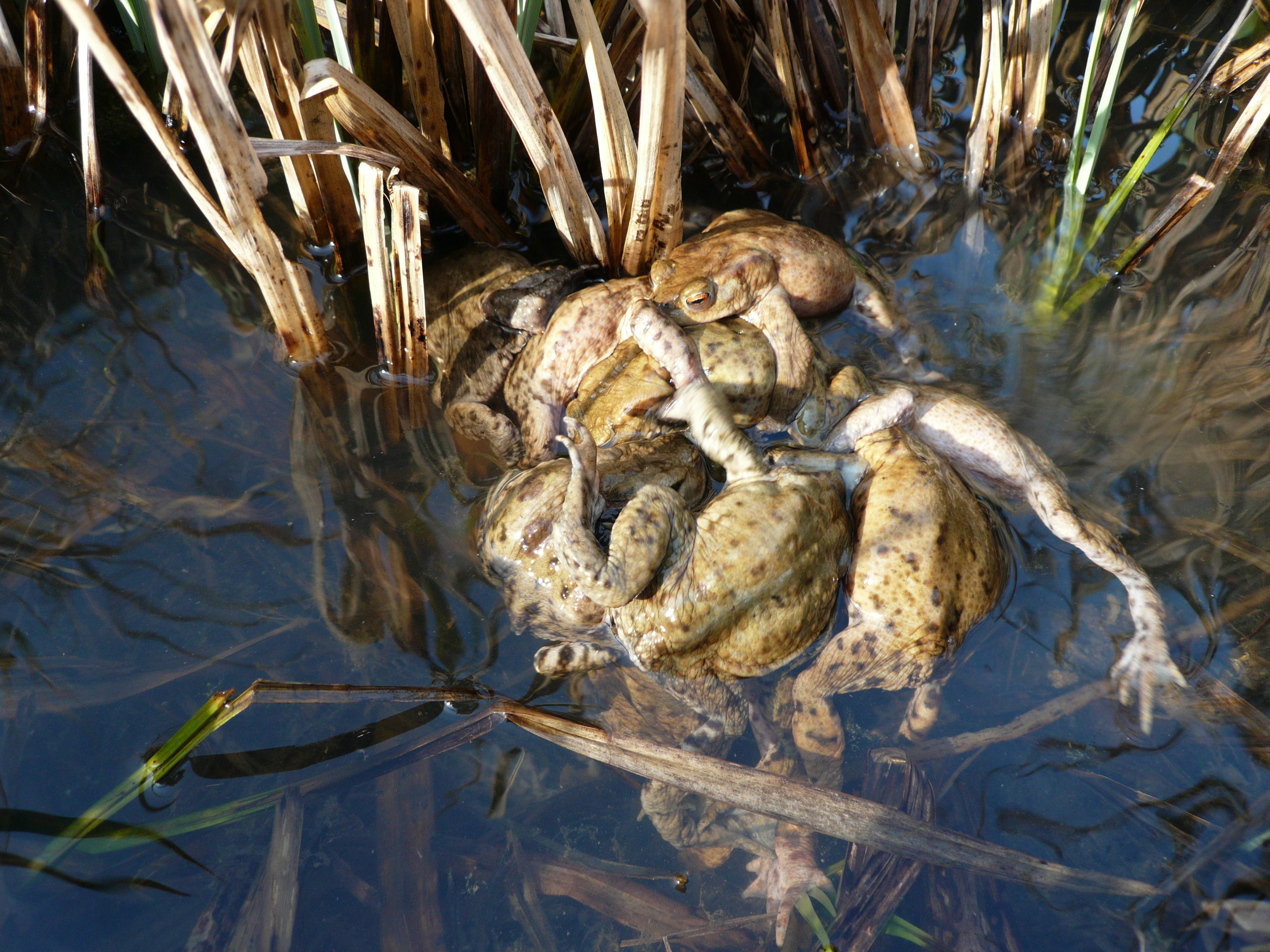
Rivalisierende Männchen beim gleichzeitigen Versuch der Begattung

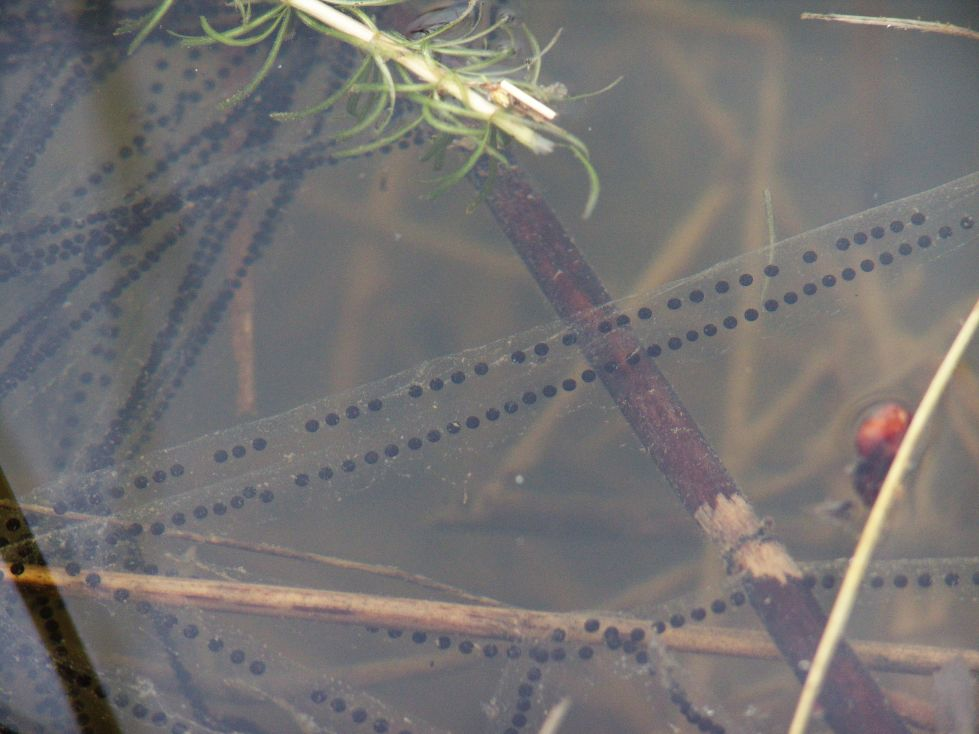
Erdkröten-Laichschnüre

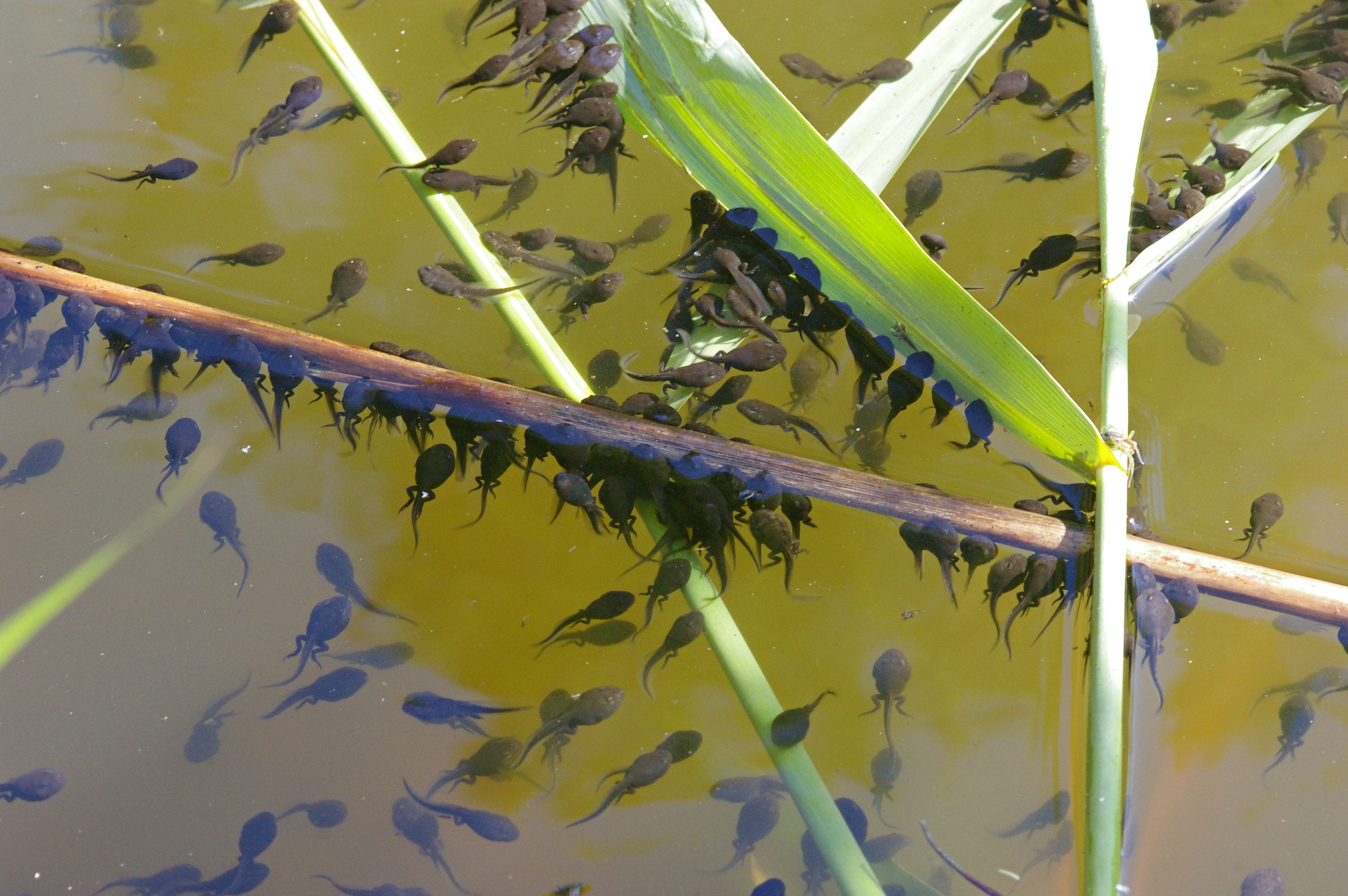
Erdkröten-Kaulquappen verhalten sich gesellig

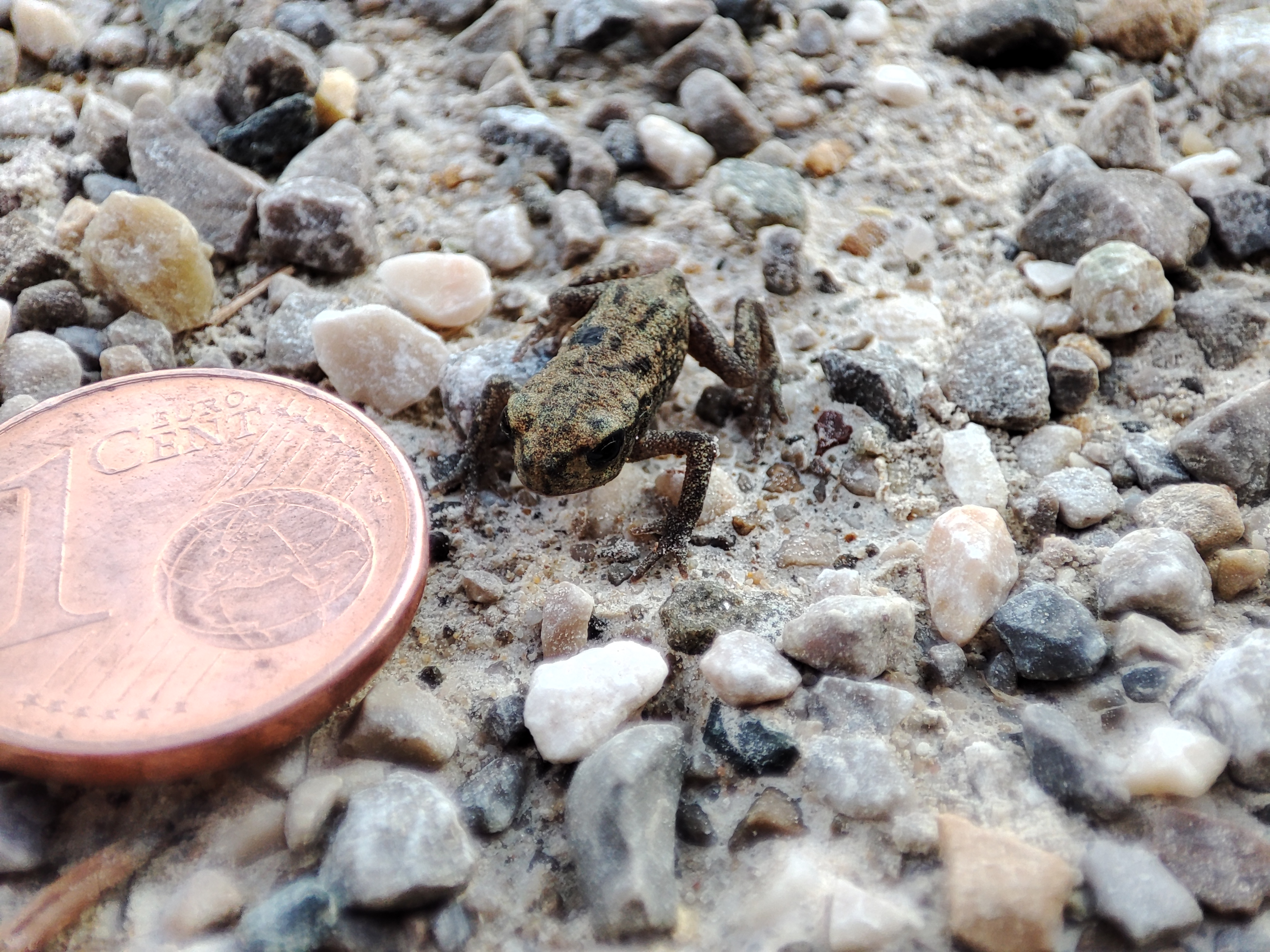
Metamorphling mit Größenvergleich

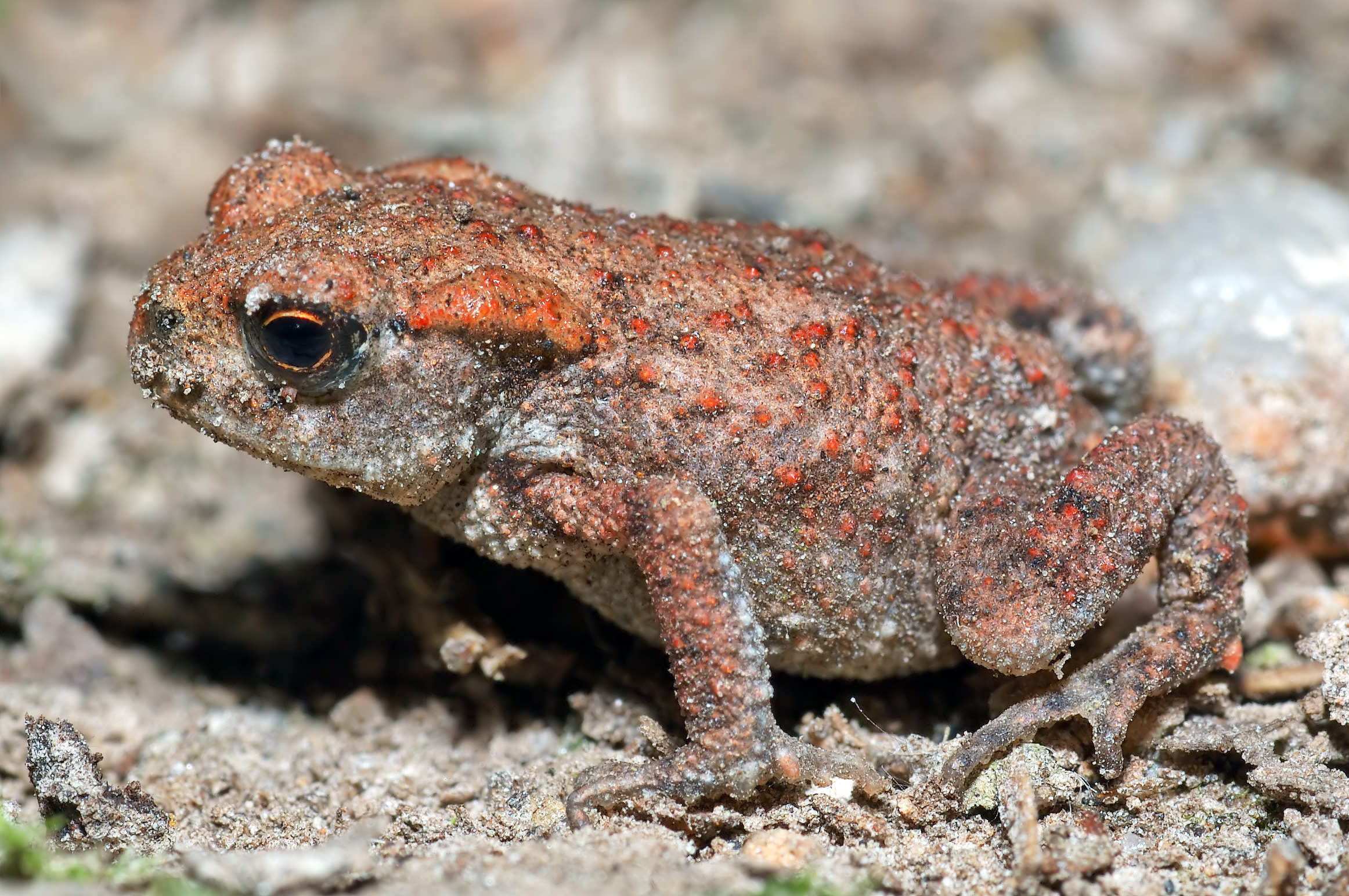
Jungtier etwa zwei Monate nach dem Landgang

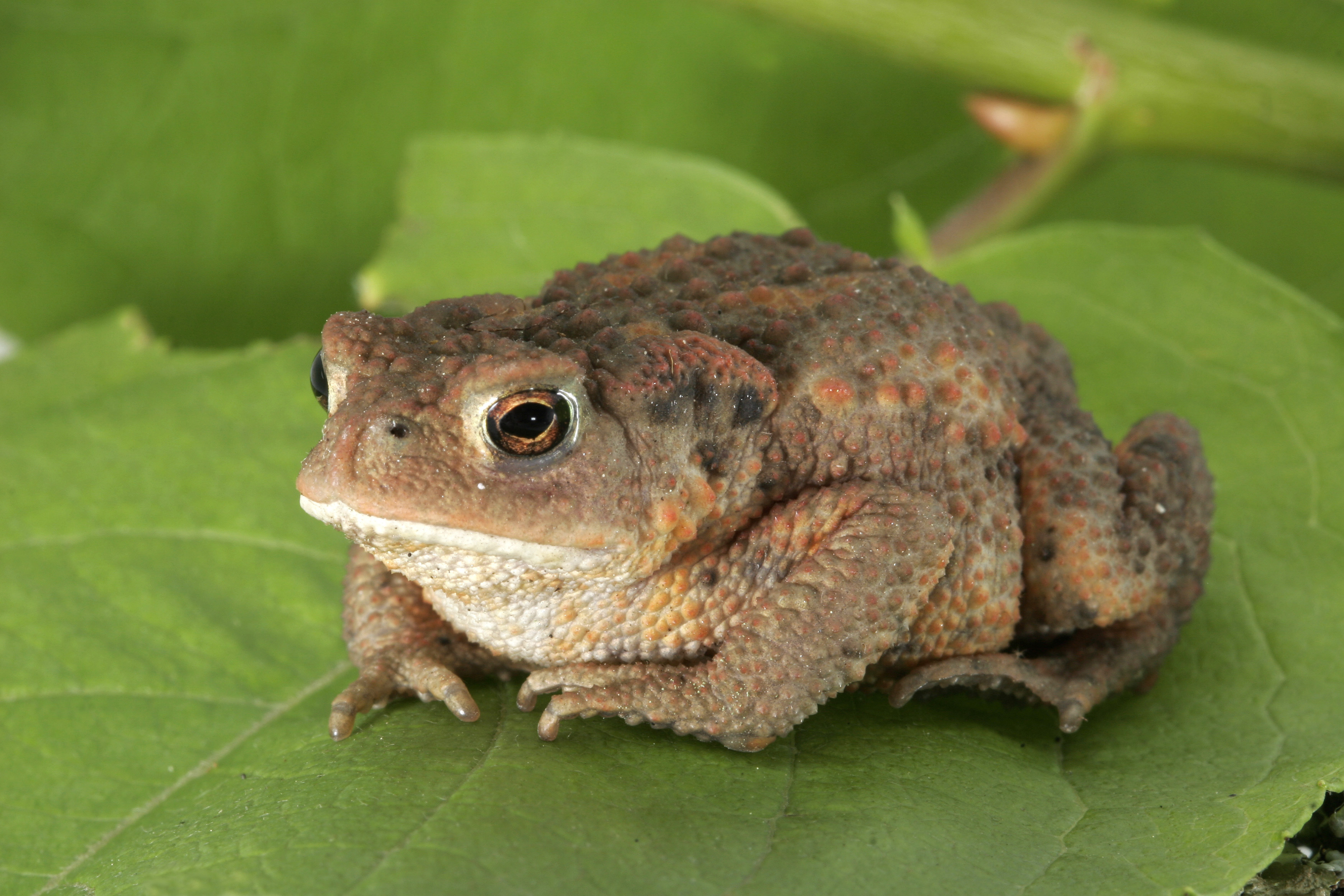
Subadultes, etwa einjähriges Weibchen (ca. 30 mm Körperlänge)

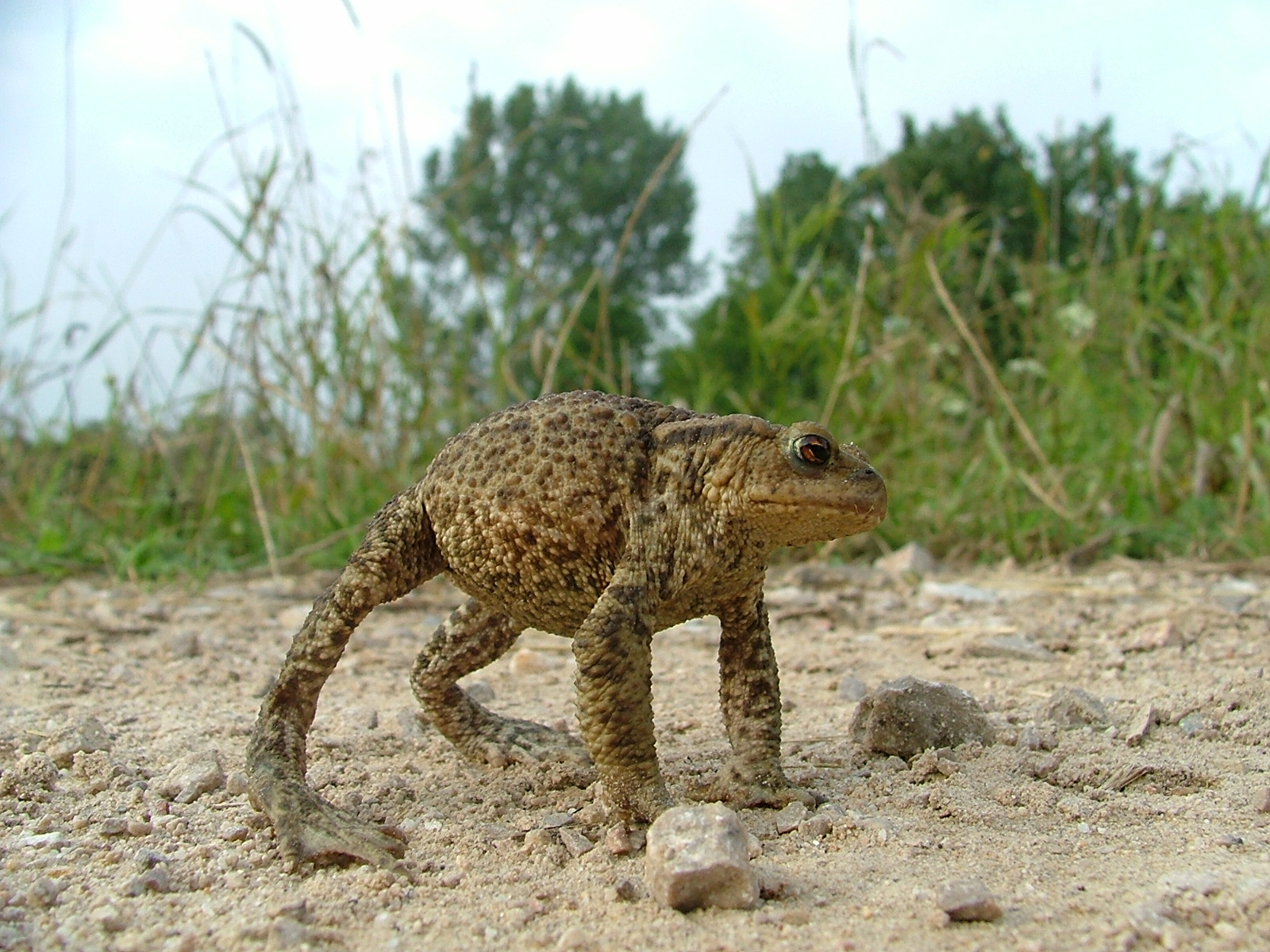
Als passives Abwehrverhalten pumpen Kröten ihren Körper mit Luft auf und richten sich dazu manchmal auf allen Vieren auf, um größer zu wirken; dies tun sie insbesondere auch bei der Begegnung mit einer Schlange.

Mitteleuropäische Erdkröten führen im Frühjahr meist im Laufe des März ihre synchronen, oft massenhaften Wanderungen vom Winterquartier zum Laichgewässer durch. Späte Frosteinbrüche führen zur Unterbrechung der Wanderungen; die Tiere graben sich dann an Ort und Stelle ein und verharren in der Erde, bis die Wetterbedingungen eine Fortsetzung der Wanderung zulassen. Wegen ihrer langsamen Fortbewegung und ihres großen Aktionsradius sind Erdkröten in hohem Maße durch den Straßentod gefährdet (vergleiche Kapitel „Gefährdung und Schutz“).
Sobald ein paarungsbereites Männchen ein (vermeintliches) Weibchen erspäht, versucht es, auf dessen Rücken zu klettern, und klammert sich nun mit seinen Armen hinter den Achseln des Weibchens fest (Näheres dazu unter: Amplexus). Dies kann auch schon während der Wanderung geschehen – dann lässt sich das Männchen huckepack zum Gewässer tragen. Da in vielen Erdkrötenpopulationen ein starker Männchen-Überschuss herrscht (oft im Verhältnis von 3 zu 1 oder noch mehr), ist dies ein opportunistisches Verhalten, um die Partnerfindung zu sichern. Nebenbuhler werden mit heftigen Tritten auf Distanz gehalten.
Männliche Erdkröten stoßen im Laichgewässer selten einen leisen, langsamen Ruf aus, der wie „öök ... öök ... öök...“ klingt und manchmal auch metallisch knarrend ist. Dies ist meist außerhalb der relativ kurzen Laichzeit zu beobachten oder an Gewässern, an denen sich nur sehr wenige Erdkröten einfinden. Zur Paarfindung spielen die Balzrufe der Männchen in gut frequentierten Laichgewässern eine geringe Rolle, da Erdkröten oft in großen Gesellschaften immer wieder in demselben Gewässer („Traditionslaicher“) und zudem zeitlich eng synchronisiert laichen. Kurze, lautere und rasch hintereinander ausgestoßene Laute („ük, ük, ük“) sind „Befreiungsrufe“ von Männchen, die von anderen Männchen irrtümlich geklammert werden. Diese Lautäußerungen sind wesentlich häufiger zu hören als die eigentlichen Paarungsrufe.
Der Laich wird in Form von Schnüren abgegeben, die fünf bis acht Millimeter dick und je nach Dehnung etwa zwei bis vier (fünf) Meter lang werden. Die schwarzen Eier sind in der Regel in zweireihigen Ketten innerhalb der Gallerte angeordnet. Die Laichschnüre werden von dem Krötenpaar um unter Wasser befindliche Strukturen (Äste, Wasserpflanzen) gewickelt, indem sie während des Ablaichens umherschwimmen. Erst bei Austritt des Laiches aus der weiblichen Kloake gibt das Männchen sein Sperma ab, wobei es mit seinen Hinterfüßen einen Trichter formt. Unmittelbar vor der Laichabgabe bildet das Weibchen ein Hohlkreuz und löst wellenförmige Muskelkontraktionen aus, so wird dem Männchen der richtige Zeitpunkt dazu signalisiert. Insgesamt 10 bis 20 Laichschübe mit Pausen dazwischen lassen den gesamten Laichvorgang etwa 6 bis 12 Stunden dauern. Die Anzahl der Eier eines Weibchens liegt meist bei 3000 bis 6000 (Extremwerte: 750 bis 8100); jedes hat einen Durchmesser von 1,5 bis 2 Millimetern.
Aus dem Laich entwickeln sich nach mehreren Tagen der Embryonalphase (die Dauer ist abhängig von der Umgebungstemperatur) die Kaulquappen. Bei der Erdkröte sind diese einheitlich schwarz gefärbt und werden zuletzt bis zu 40 Millimetern lang. Abhängig vom Ernährungszustand und anderen Umwelteinflüssen kann eine Larve aber auch etwas kleiner bleiben. Der obere Flossensaum des hinten abgerundeten Ruderschwanzes erreicht gerade das Rumpfende, ist also nicht besonders groß und breit. Die Larven schwimmen oft gesellig in breiten oder langgezogenen Schwärmen in oberen, wärmeren Wasserschichten und weiden Algen und Detritus von Oberflächen ab. Stirbt ein Artgenosse, betätigen sich die anderen als Aasfresser. Nach etwa zweieinhalb bis drei Monaten Wasseraufenthalt erreichen die Kaulquappen die Metamorphose zum lungenatmenden, vierbeinigen Landtier und gehen oft in großen Mengen gleichzeitig ans Ufer. Der Volksmund spricht wegen der scheinbar plötzlich überall herumwimmelnden Jungkröten von „Froschregen“. Die frisch umgewandelten Landgänger sind zuerst nur zwischen 7 und 12 mm groß. Dabei hat sich die Körperlänge nicht nur durch den zurückgebildeten Ruderschwanz reduziert, sondern auch der Rumpf schrumpft bei der Metamorphose zunächst etwas gegenüber dem der Kaulquappe. Eine solche „Schrumpfungsumwandlung“ ist bei Froschlurchen nichts Ungewöhnliches.
Nach circa drei (bis fünf) Jahren werden die Tiere geschlechtsreif. In freier Natur haben sie eine Lebenserwartung von wohl höchstens zehn bis zwölf Jahren; in Gefangenschaft ist eine Erdkröte auch schon 36 Jahre alt geworden.

## Ernährung
Die Nahrung der Erdkröten besteht aus Würmern, Schnecken, Asseln, Spinnen und unterschiedlichen Insekten, die sie auf ihren nächtlichen Streifzügen erbeuten. Der Zuschnappreiz – entweder ein Hervorschnellen der Zunge oder, bei größeren Objekten, ein Vorstoßen des gesamten Körpers und Zupacken mit den Kiefern – wird durch Bewegungen der Beute ausgelöst. Reglose Tiere werden von den Kröten nicht wahrgenommen. Die Beute wird im Ganzen verschlungen; beim Schlucken werden oft die Augäpfel eingezogen. Erdkröten ziehen Regenwürmer vor dem Verzehr wie „Spaghetti“ durch ihre Finger, um Schmutzpartikel abzustreifen. Größere Erdkrötenpopulationen haben im „chemiefreien“ Gartenbau und in der Landwirtschaft eine Bedeutung bei der Schädlingsbekämpfung.

## Häutung, Hautgifte
In unregelmäßigen Abständen häuten sich die Tiere. Dazu wird die alte, aufplatzende äußere Hautschicht in windenden Bewegungen und unter weitem Maulaufreißen von den Gliedmaßen und dem Rumpf abgestreift und verschlungen.
Die Hautdrüsen der Kröten produzieren giftige Sekrete, die der passiven Abwehr von Fressfeinden, aber auch als Schutz vor Befall der Haut durch Mikroorganismen dienen. Sie enthalten unter anderem Bufadienolide, die ähnlich wie das Digitalisgift des Fingerhuts wirken, sowie Bufotenine (eigentliches Bufotenin, Dehydrobufotenin, O-Methylbufotenin), die bei Fressfeinden den Blutdruck steigern und die motorischen Zentren von Gehirn und Rückenmark lähmen. Weitere Inhaltsstoffe sind biogene Amine wie Adrenalin, Noradrenalin, Catecholamine, Dopamin und Epinin. Krötengifte sind die am längsten bekannten Tiergifte und wurden schon im Altertum als Heilmittel verwendet.

## Feinde
Zu den Fressfeinden der Erdkröte gehören Beutegreifer wie unter anderem Marderarten, Katzen, Waschbären, Marderhunde, Schlangen wie die Ringelnatter und einige Greif- und Rabenvögel sowie Graureiher. Jungkröten werden auch von Singvögeln und großen Laufkäfern erbeutet. Den Kaulquappen stellen vor allem Raubfische wie Europäischer Hecht und Flussbarsch sowie Larven von Wasserinsekten, etwa des Gelbrandkäfers oder von Großlibellen, nach.
Zu den natürlichen Feinden zählt aber beispielsweise auch die grün-schimmernde Krötengoldfliege (Lucilia bufonivora). Diese Schmeißfliegenart legt in den Sommermonaten ihre Eier am Hinterkopf bzw. auf dem Rücken von Amphibien, insbesondere von Erdkröten, ab. Die bereits nach zwei bis drei Tagen schlüpfenden Larven kriechen zur Schnauze der Kröte und dringen über die Nasenlöcher in den Nasen-Rachen-Raum ein. Hier fressen sich die Parasiten durch das Kopfgewebe und deformieren die vordere Kopfpartie des befallenen Tieres bis zur Unkenntlichkeit. Nach einigen Tagen geht die Kröte daran in der Regel zugrunde und die Maden vollenden an dem Kadaver ihre Entwicklung zur Schmeißfliege. Es ist unklar, in welchem Ausmaß diese Parasitose bei Erdkröten auftritt und ihre Bestände beeinflusst. Meist gelingen nur Zufallsbeobachtungen von tagaktiven, orientierungslosen Exemplaren mit – je nach Entwicklungsstadium – mehr oder weniger auffällig deformiertem bis zerstörtem Schnauzenbereich.
Ein weiterer Parasit ist der Plattegel (Hemiclepsis marginata), der bei Kröten Blut saugt, bis diese sterben.
Unter den Säugetieren ist besonders der Iltis zu erwähnen, der in Erdkröten-Laichgesellschaften manchmal regelrechte Massaker anrichtet, indem er die Tiere in großen Mengen verletzt oder tötet und anschließend einzeln oder aufgehäuft am Ufer zurücklässt.
Angriffe von Krähen (Corvus spp.) auf Erdkröten führten durch die natürliche Abwehrreaktion der Kröten 2005 zu Krötenexplosionen in Hamburg.
Mittlerweile wird die Erdkröte immer häufiger und intensiver Opfer von Waschbären. Das geschieht besonders während der Laichperiode an den Gewässern. So wird gezielt die giftige Krötenhaut von den Waschbären geschält, welche den Abwehrmechanismus der Erdkröten umgeht. Beobachtungen aus Osthessen an einem Weiher zeigten, dass in einer Stunde über 400 Erdkröten auf diese Weise getötet wurden.

## Gefährdung und Schutz

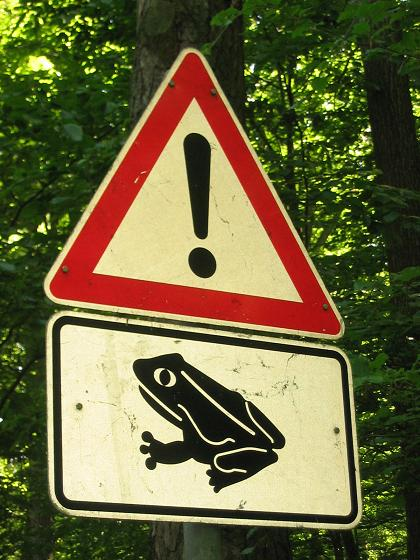
Verkehrszeichen „Gefahrstelle“ mit Zusatzzeichen „Amphibienwanderung“ nach deutscher StVO (bis 2017)

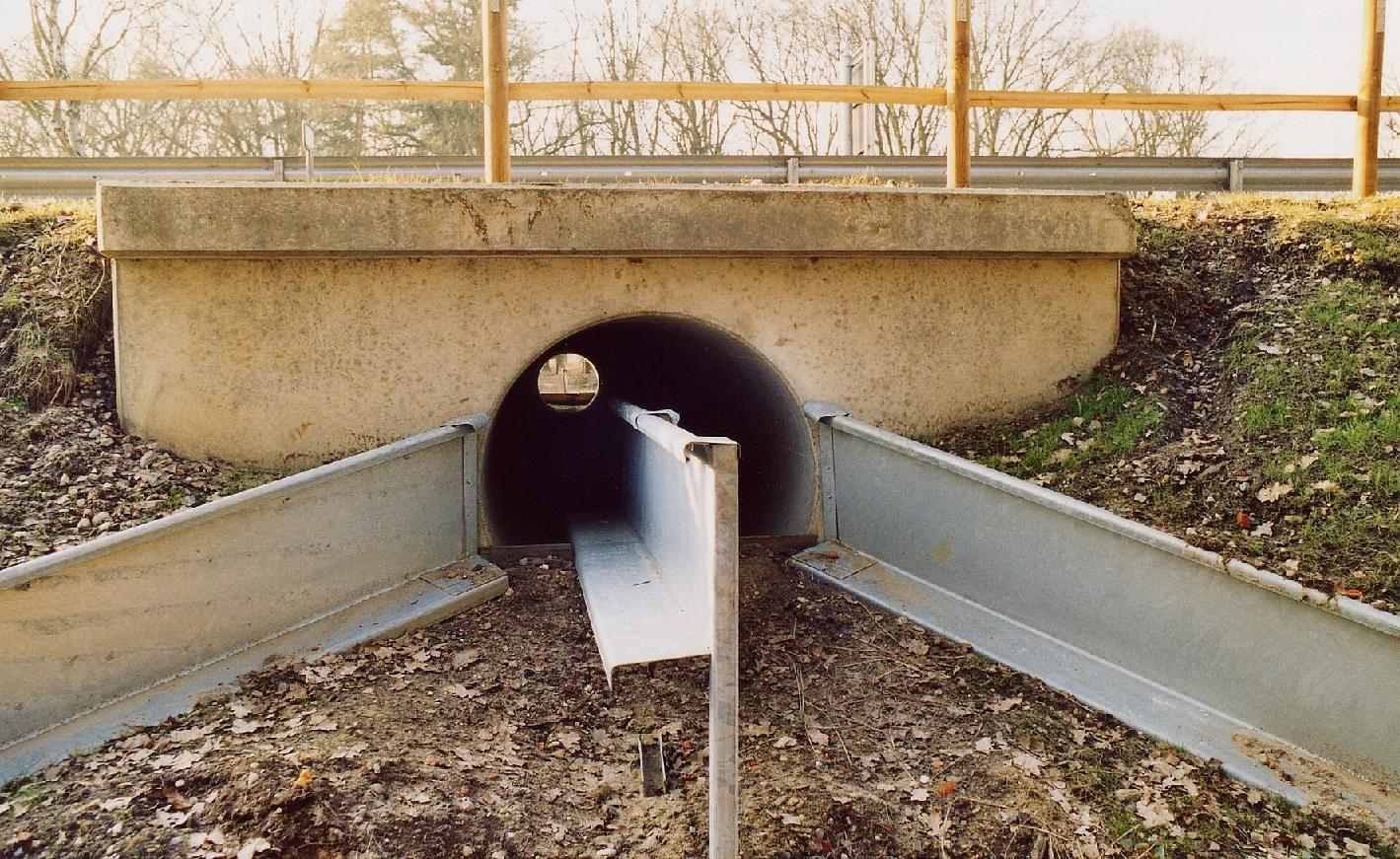
Ein Krötentunnel unter einer Bundesstraße. Leitbleche sollen die Tiere zu den Durchlässen führen.

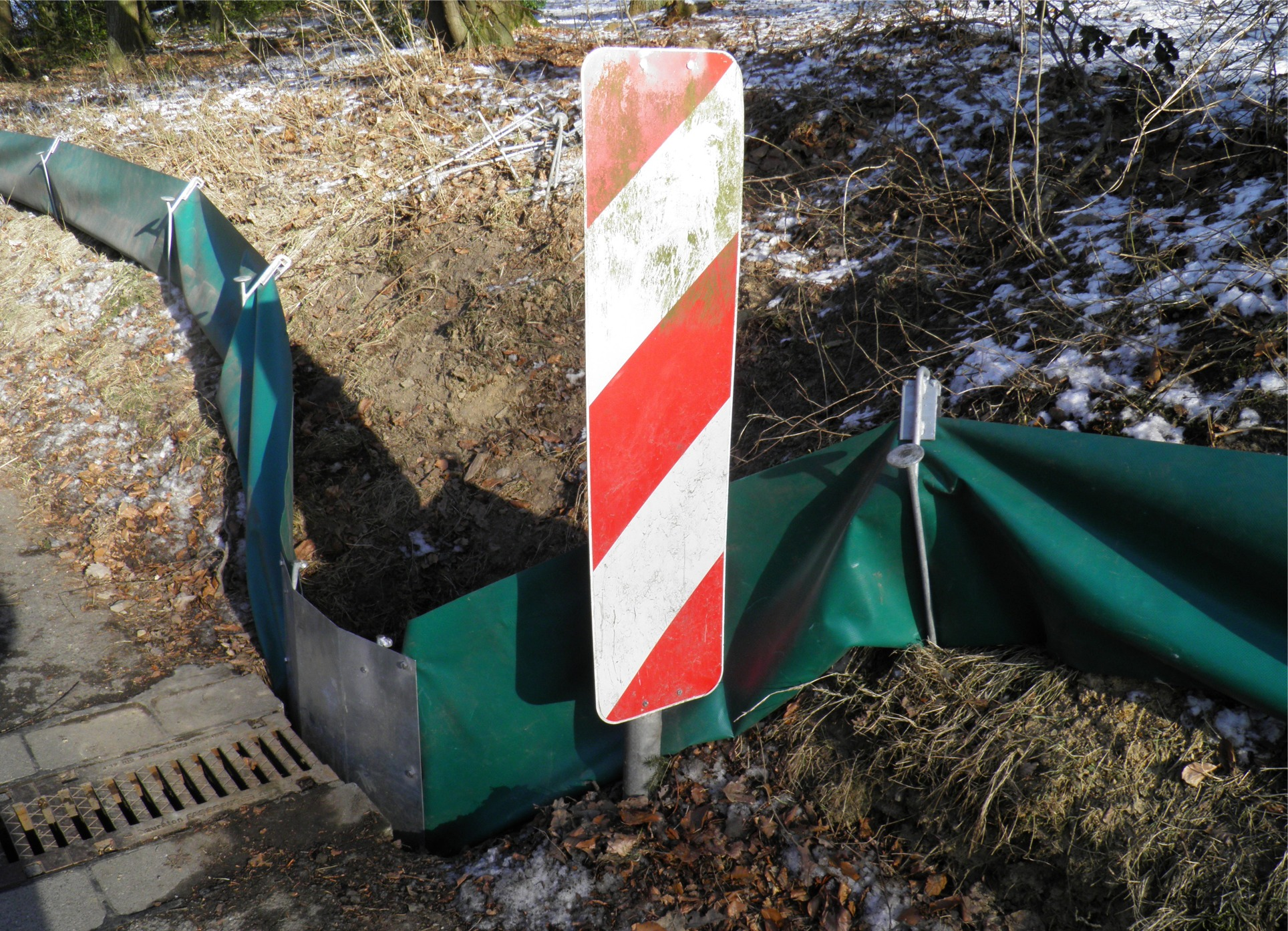
Leitfolie für Kröten

Erdkrötenbestände werden insbesondere durch die Zerschneidung ihrer Lebensräume mittels Straßen bedroht. Bei ihren alljährlichen Wanderungen, insbesondere vom Winterquartier zum Laichgewässer und später von dort zum Sommerlebensraum, erleiden sie überall in Mitteleuropa hohe Verluste durch den Kraftfahrzeugverkehr. Viele Amphibien, darunter auch Erdkröten, fallen in ungesicherte Kellerschächte und verhungern oder vertrocknen dort. Ein großes Problem sind auch die Gullys der öffentlichen Straßenentwässerung. Frösche, Kröten und Molche gelangen durch die Schlitze der Kanaldeckel in die Schächte und werden über das Abwassernetz verdriftet oder verenden im Schmutzfangkorb – spätestens dann, wenn der Unrat abgepumpt wird.
Gesetzlicher Schutzstatus (Auswahl)
- Fauna-Flora-Habitat-Richtlinie (FFH-RL): nicht aufgeführt
- Bundesartenschutzverordnung (BArtSchV): nicht gesondert aufgeführt. aber: alle europäischen Lurche sind besonders geschützt
- Bundesnaturschutzgesetz (BNatSchG): über die Bundesartenschutzverordnung  „besonders geschützt“ (§7 Abs. 2 Nr. 13)

Nationale Rote Liste-Einstufungen (Auswahl)
- Rote Liste Bundesrepublik Deutschland: nicht gefährdet
- Rote Liste Österreichs: NT (Gefährdung droht)
- Rote Liste der Schweiz: VU (entspricht: gefährdet)

An vielen Straßen werden mittlerweile Schutzmaßnahmen zugunsten wandernder Erdkröten und anderer Lurcharten durchgeführt. Dies können zeitlich begrenzte „Krötenzäune“ aus Plastik sein, an denen die anwandernden Tiere entlanglaufen, bis sie in Sammeleimer fallen und von Helfern über die Straße getragen werden. Diese Krötenzäune stehen in der Regel nur während der An- und Abwanderung der Alttiere, in einigen Fällen auch zur Zeit der wandernden metamorphosierten Jungkröten im Juni bis August. Manche Straßen werden für die Zeit der Hauptwanderungen auch eigens gesperrt. Es werden ferner Ersatzlaichgewässer angelegt, die so positioniert sind, dass die Tiere keine vielbefahrenen Straßen mehr überqueren müssen. Die ortstreuen Erdkröten müssen allerdings ein neues Gewässer erst einmal akzeptieren. Schließlich werden bei Straßenaus- oder -neubauten auch Tierdurchlässe (Krötentunnel) unter der Fahrbahn eingebaut, zu denen die Kröten mittels fest installierter Leiteinrichtungen geleitet werden. In Nordrhein-Westfalen waren bei Schutzmaßnahmen aus finanziellen Gründen in 78 % temporäre Fangzäune eingesetzt sowie 13 % Krötentunnel und zu 9 % Straßensperrungen.
Gerade in Landschaften, deren Lebensraumstrukturen etwa durch Wiedervernässung und Sukzessionsprozesse stark verändert werden, kann die Schaffung von neuen Laichgewässern in sicheren Abständen zu befahrenen Straßen im Gegensatz zu stationären Amphibienschutzanlagen eine prüfbare Alternative für den Amphibienschutz sein. Hier besteht die Möglichkeit, nicht nur verbesserte Laichplatzbedingungen gegenüber dem ursprünglichen Laichgewässer zu schaffen (Fischfreiheit, bessere Besonnung), sondern auch bisher nicht besiedelte Landlebensräume für die Tiere zu erschließen. Auch die relativ laichplatztreue Erdkröte meistert die Annahme solch neu geschaffener Gewässer mittels ökologischer Plastizität. Das Zwangsablaichen einzelner Paare in Laichkäfigen kann zusätzlich unterstützend wirken. Durch künstliches Altern (Strukturanreicherung durch Einbringen von Laichsubstrat wie Ästen und Schilfschnitt) kann die Annahme neuer Gewässer weiter beschleunigt werden.

## Kulturgeschichte

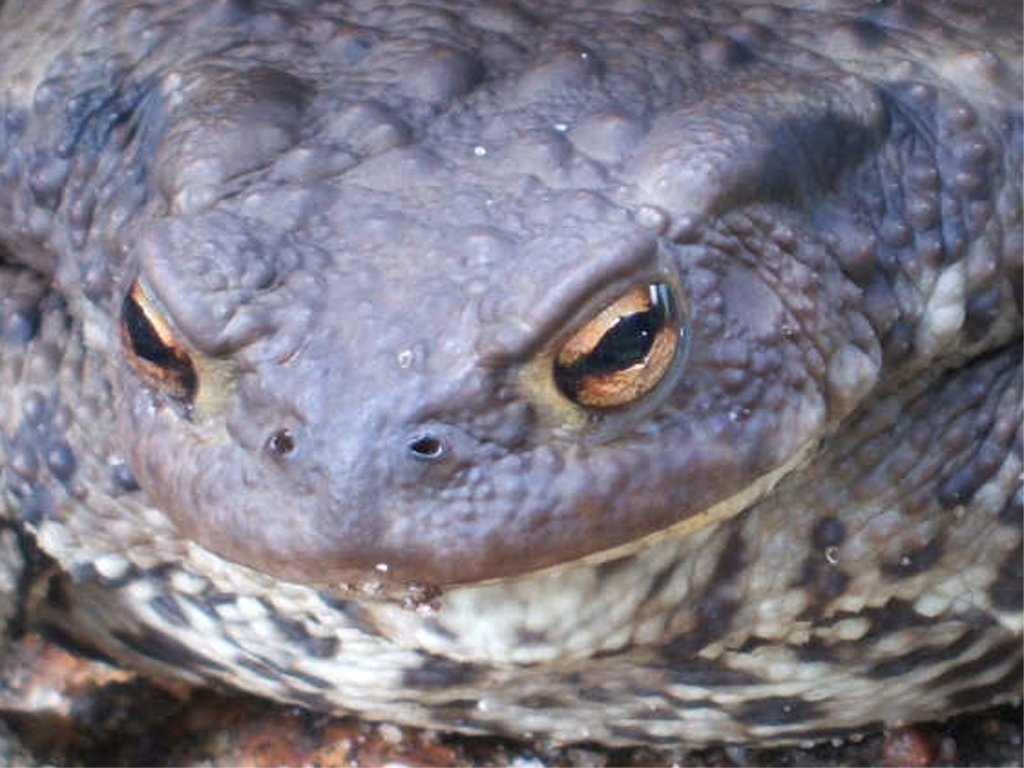
Porträt eines Weibchens

Die Kröte galt bis ins Mittelalter als hässlichstes Tier der Schöpfung (vgl. 3. Buch Mose 11, 29). Sie liebt feuchte, dunkle Orte und misst die Erde mit ihren Beinen, da sie nicht teilen will. Sie kann den Teufel verkörpern, aber auch einen schützenden Hausgeist. Es existiert keine klare Unterscheidung zwischen der Kröte oder Unke und dem meist männlich gedachten Frosch, im Erzählgut besteht auch eine enge Affinität zur ebenfalls giftigen Schlange (siehe Grimms Kinder- und Hausmärchen 105 Märchen von der Unke, auch KHM 13, 29, 63, 107a, 127, 135, 145, 165, 181). Sie fand in Hexensalben wie auch in der Heilkunde Verwendung, wobei sowohl das Krötengift als auch das Krötenschmalz (das ausgelassene Fett von Kröten-Arten) in Rezepten zu finden ist. Man stellte sich den weiblichen Uterus als Kröte vor, die im Körper auf- und abhüpfen konnte (Hysterie), worauf manche Votivgaben in (Erd-)Krötenform zurückzuführen sind. In der Homöopathie wird Bufo rana bei geistiger Benommenheit mit Migräne und Krämpfen verwendet.
In der zweiten Hälfte des 20. Jahrhunderts wurden Erdkröten neben anderen Froschlurchen für den Galli-Mainini-Test zur Feststellung der Schwangerschaft bei Menschen eingesetzt. So wurde der Morgenurin oder das Blutplasma einer Frau in die Lymphsäcke am Rücken einer männlichen Erdkröte injiziert. Nach 12 bis 24 Stunden wurde eine Probe der Kloakenflüssigkeit ausgestrichen und mikroskopiert. Wenn in diesem Ausstrich Spermien sichtbar waren, war die Frau schwanger. Ausgelöst wird die Spermatogenese der Kröte durch das Schwangerschaftshormon hCg ein.